# Шайнин-хайтс
Шайнин-хайтс (Shining Heights, 亮賢居) — 55-этажный гонконгский небоскрёб, расположенный в округе Яучиммон, в районе Тайкокчёй. Имеет около 400 квартир, торговые помещения, паркинг и танцевальный клуб. Девелопером небоскрёба Шайнин-хайтс является компания Henderson Land. 